# Pure Football
Pure Football è un videogioco di calcio, sviluppato da Ubisoft Vancouver e distribuito da Ubisoft, disponibile per PlayStation 3 e Xbox 360, pubblicato il 27 maggio in Australia e nei giorni seguenti in Europa e Nord America.